# Harji
Harji fou un estat tributari protegit, thikhana de Jodhpur. La fortalesa d'Harji fou fundada pel thakur Tej Singh Champawat vers el 1700 i va agafar el nom d'un antic temple de Xiva (el Har-Har Mahadev), estant situat entre els turons Ranak i el riu Jawal. La nissaga s'ha mantingut fins al dia d'avui. Modernament el fort ha estat reconvertit en hotel.